# 柴田秀
柴田 秀（しばた しゅう、1947年 - ）は、日本の神学者。千葉商科大学教授。

## 経歴
1947年、愛知県名古屋市で生まれた。京都大学経済学部に入学し、同時に文学部哲学科で倫理学も学び、1973年に卒業。1978年、同大学院哲学科倫理学博士課程を満期退学した。ドイツに渡ってデュースブルク＝エッセン大学およびハイデルベルク大学神学部に在学し、1981年まで留学。
1987年、千葉商科大学助教授に就いた。1992年、学位論文『哲学の再生 インマヌエル哲学とM・ブーバー』を九州大学に提出して文学博士号を取得。1993年に教授昇格。
滝沢克己協会会員。

## 著作
著書
- 『哲学の再生 インマヌエル哲学とM・ブーバー』法蔵館 1988
- 『自己と自由 滝沢インマヌエル哲学研究序説』南窓社 1990
- 『現代の危機を超えて 第三の道』南窓社 1991
- 『新しき世界観 ニヒリズムを超えて』南窓社 1992
- 『神概念の革命』南窓社 1995
- 『ただの人・イエスの思想』三一書房 1996
- 『入門イエスの思想』三一書房 1997
- 『滝沢克己の世界・インマヌエル』春秋社 2001